# Sxegolikha
Sxegolikha (en rus: Щеголиха) és un poble de l'óblast d'Uliànovsk, a Rússia, que el 2010 tenia 33 habitants. Pertany al districte municipal de Kuzovàtovo.